# 弗爾克林根鋼鐵廠
弗尔克林根鋼鐵厂（德語：Völklinger Hütte）是一座位於德國萨尔兰州弗尔克林根、擁有超過百年歷史的煉鋼廠。1873年由Julius Buch計劃興建，但未能完工，1881年卡尔·勒希林（Carl Röchling）繼續建設，1986年停產。聯合國教科文組織在1994年指定該廠為世界文化遺產，成為第一個世界文化工業紀念物，代表的是鋼鐵工業的黃金時期。特別的是，所有生鐵原料到完成的各種狀態，在這裡都可以完全瞭解。
直至今日，這座煉鋼廠仍是歐洲最重要的工業文化點，而且是歐洲工業文化路線（ERIH：Europäische Route der Industriekultur）的重要停泊點。此外，這裡還舉辦過無數文化活動，每年參觀人數超過20萬人。

## 圖片

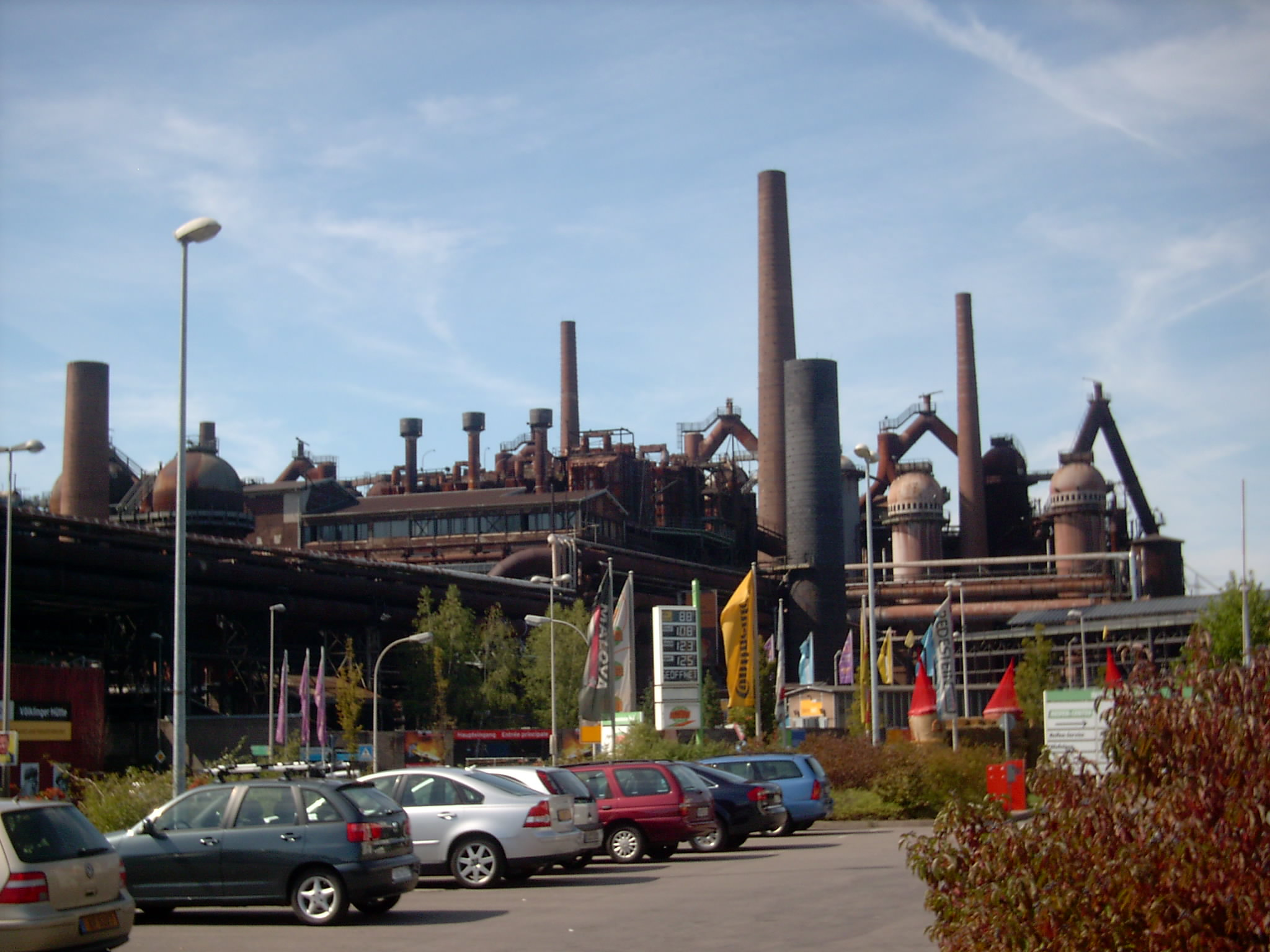
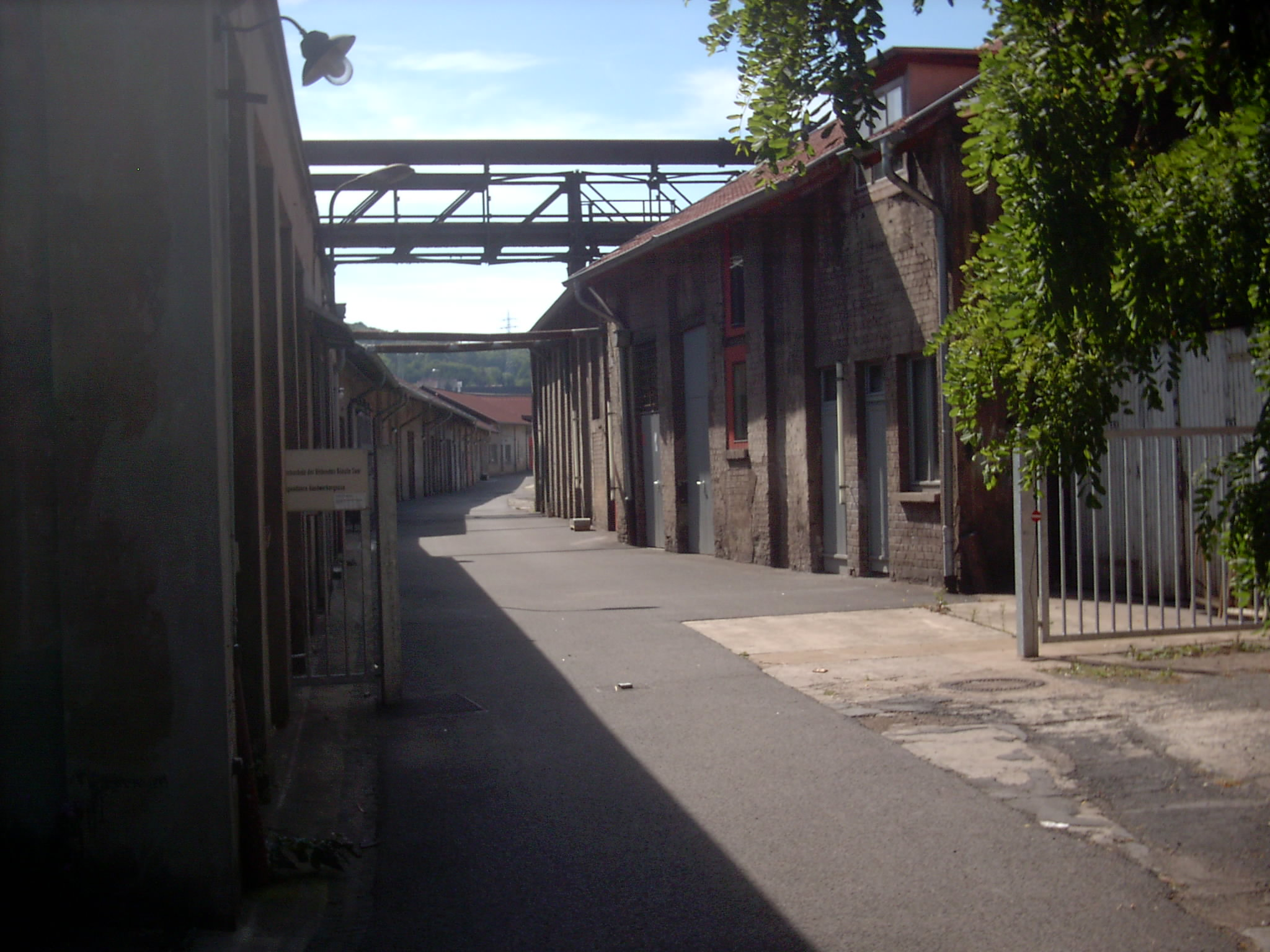
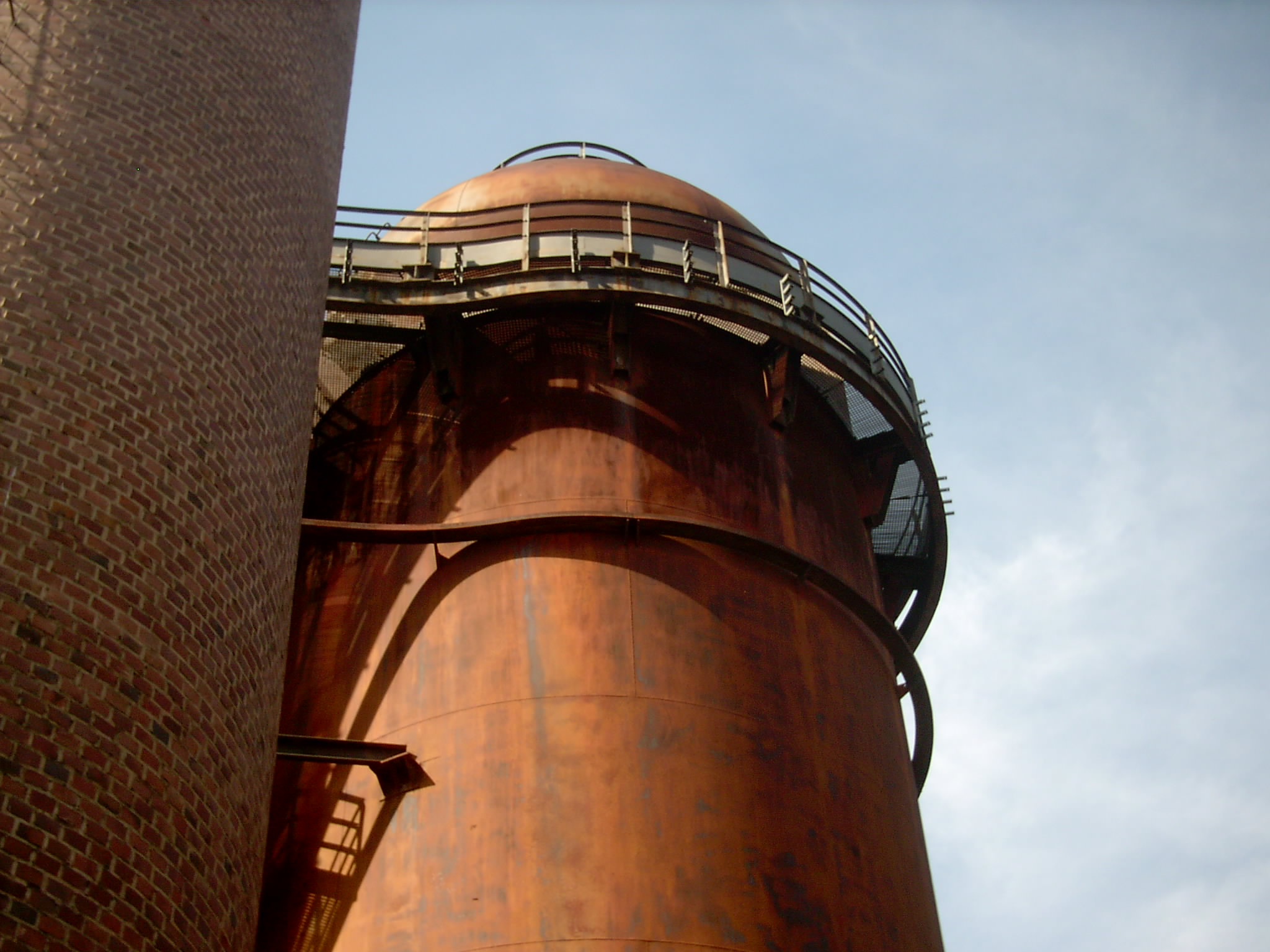
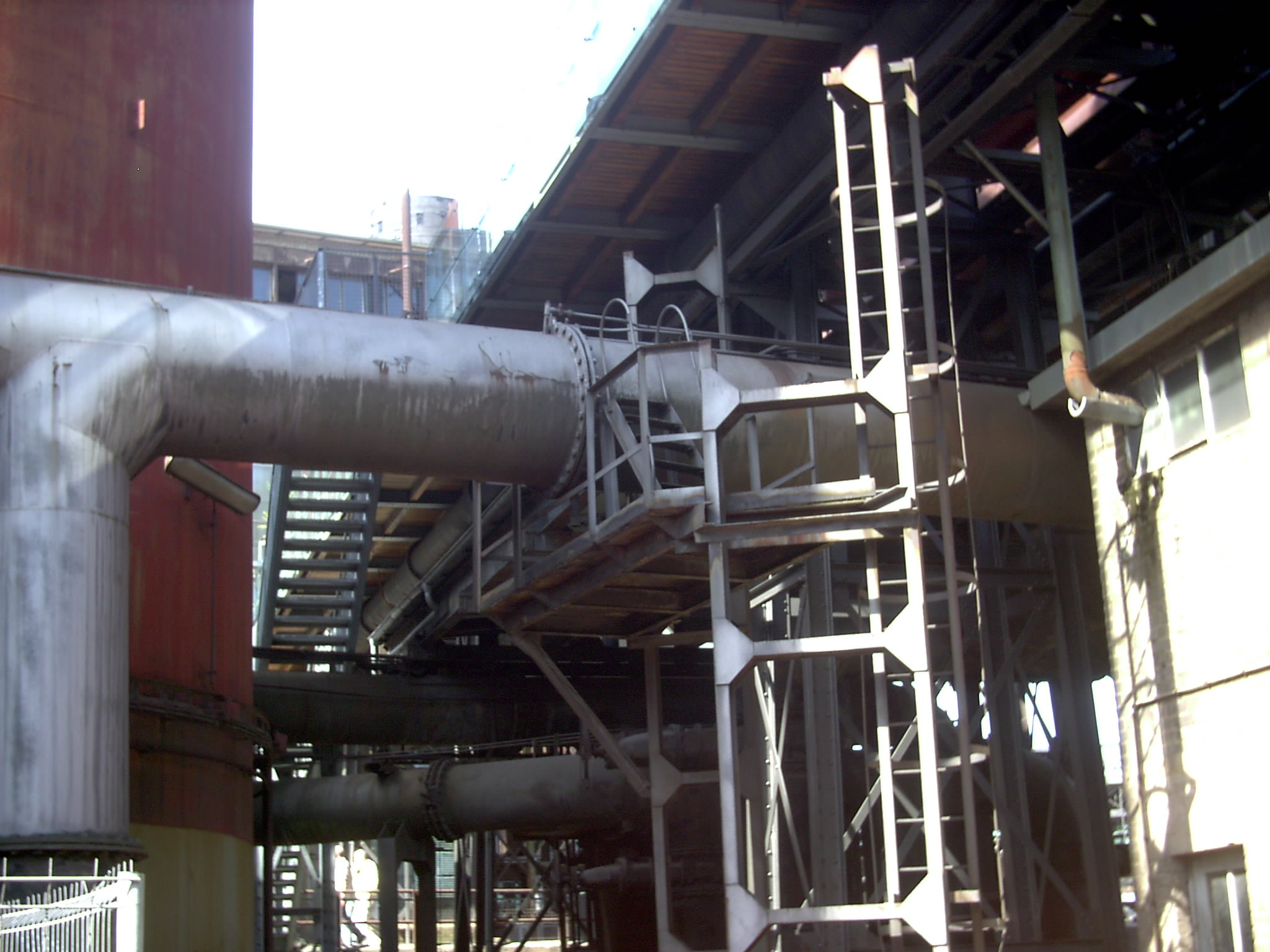
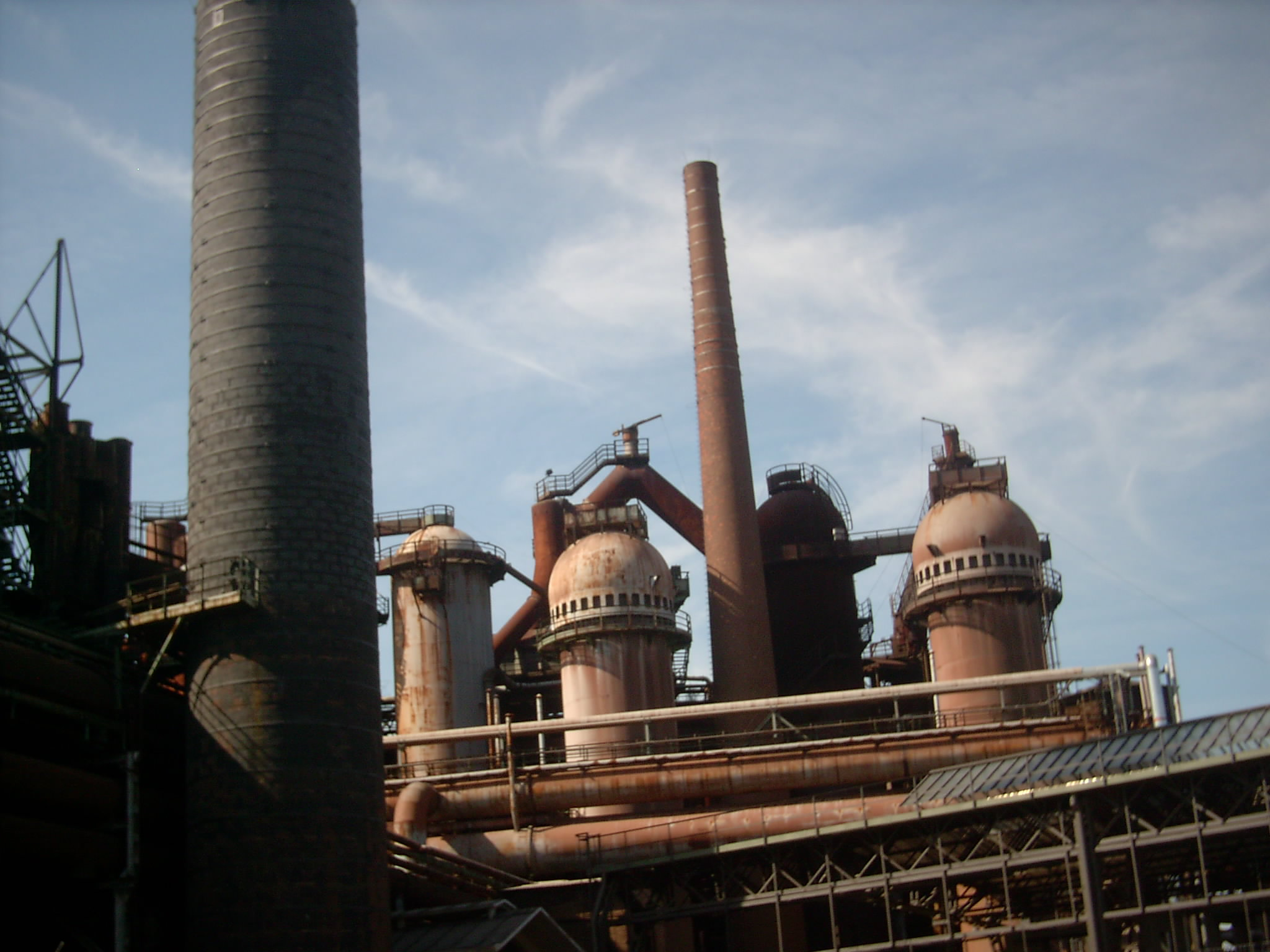
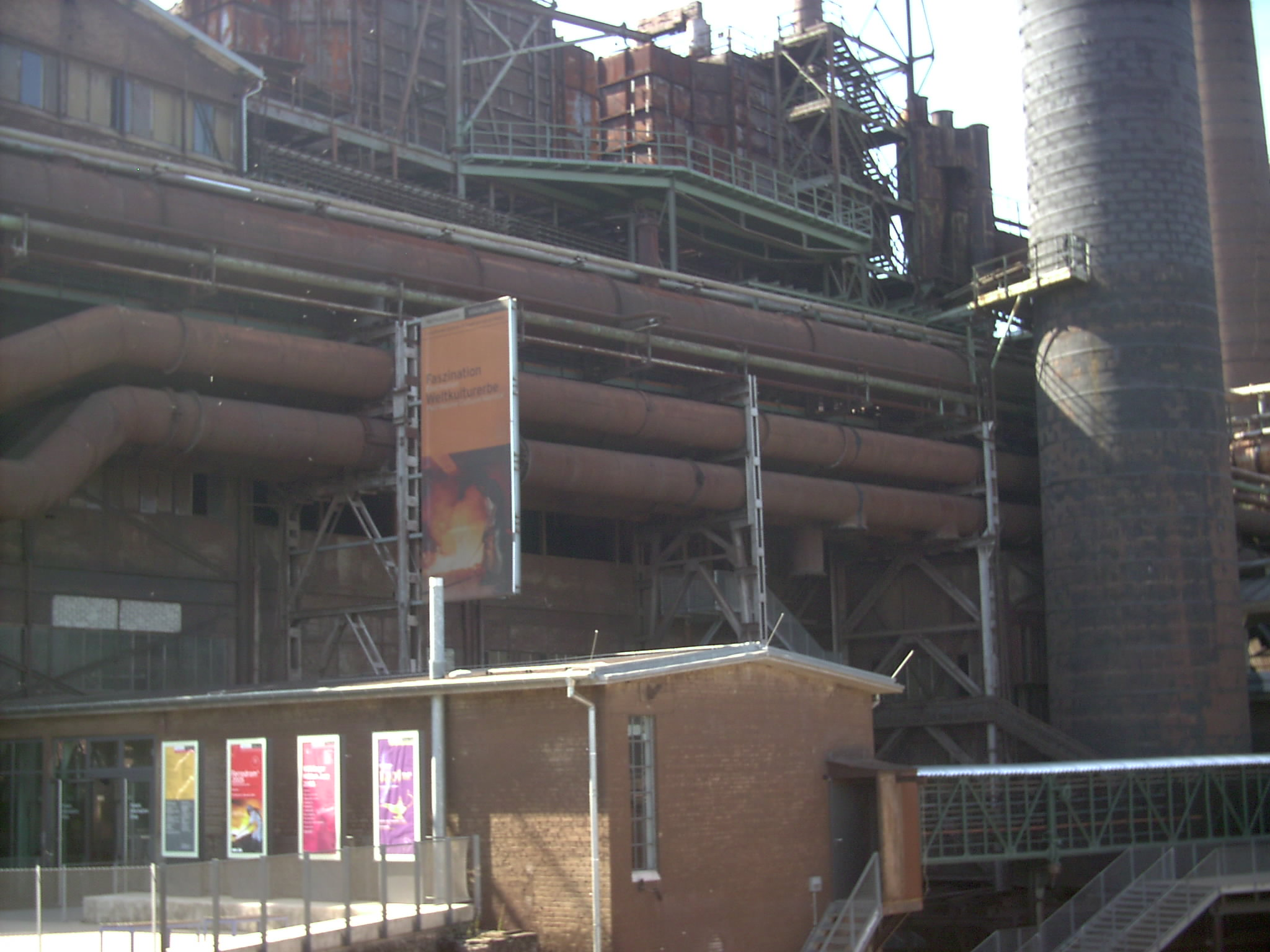
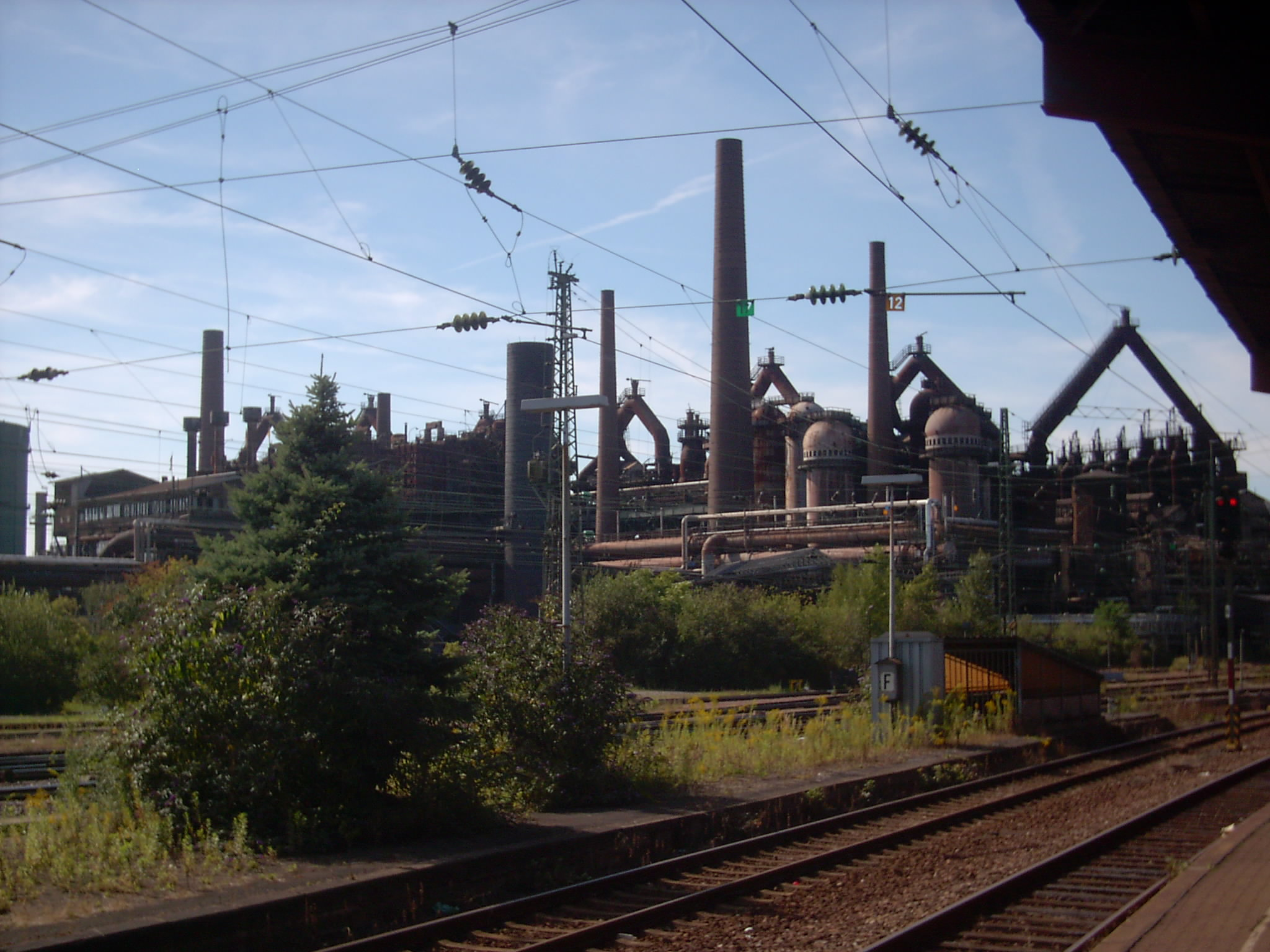
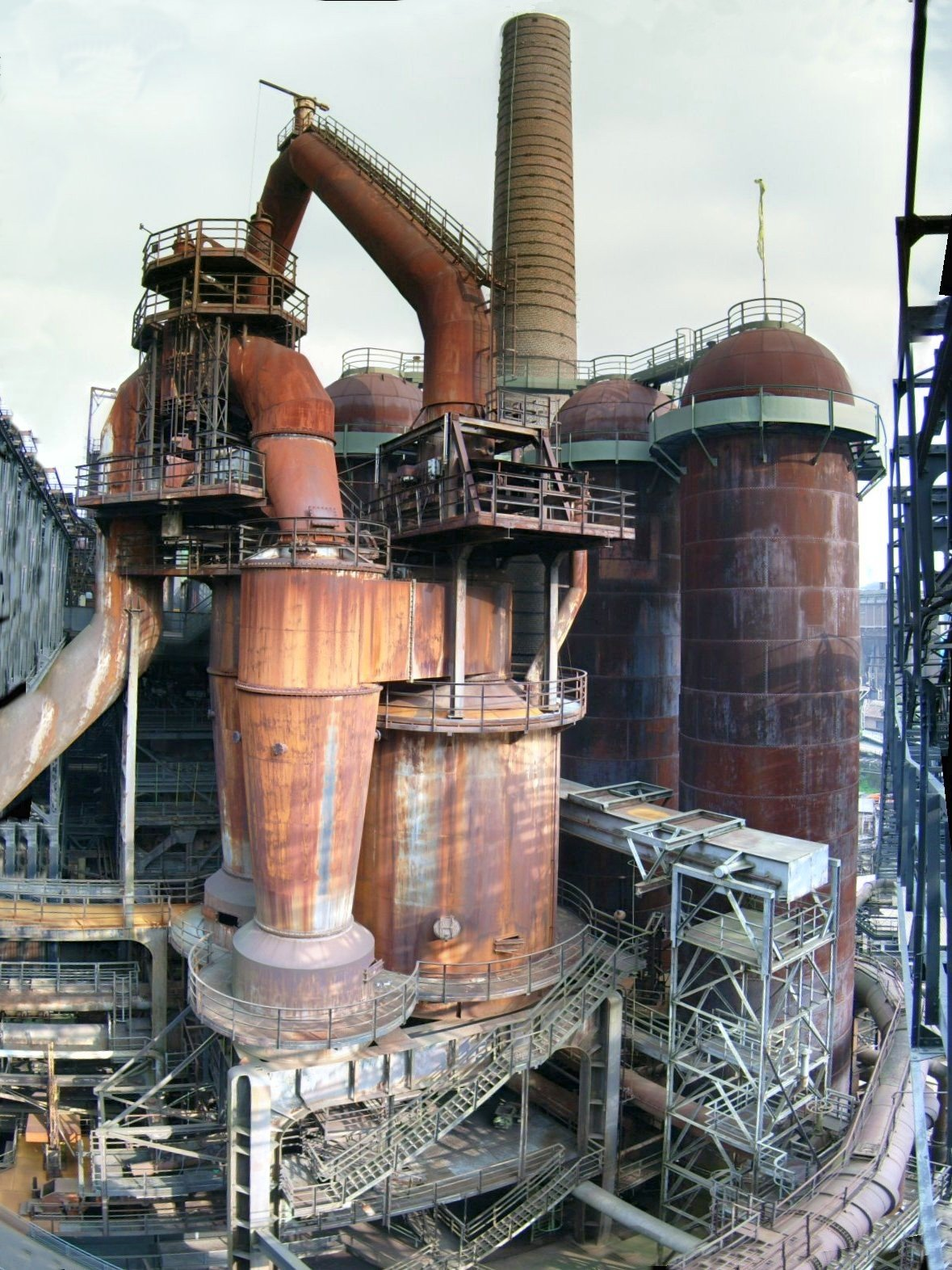
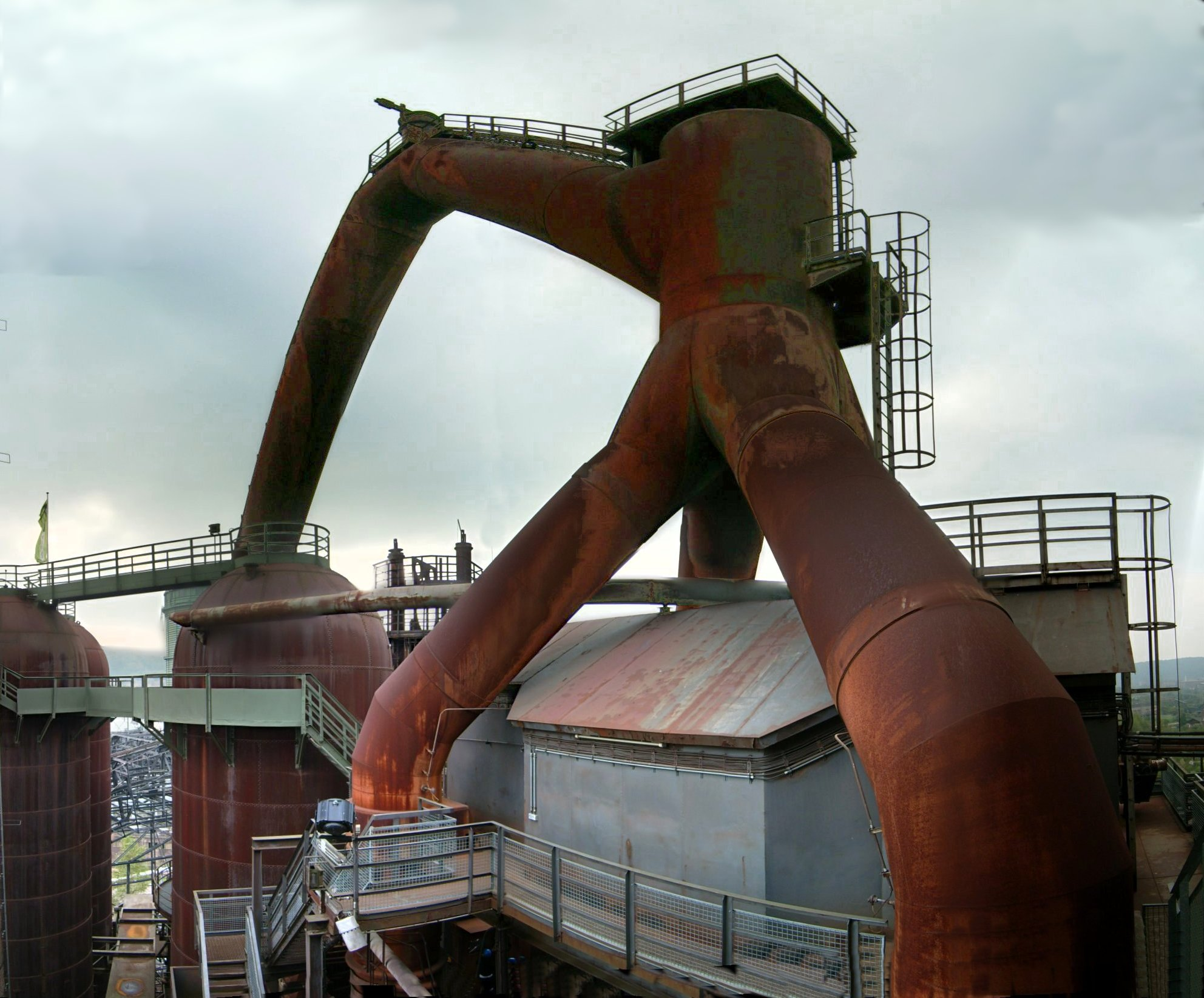
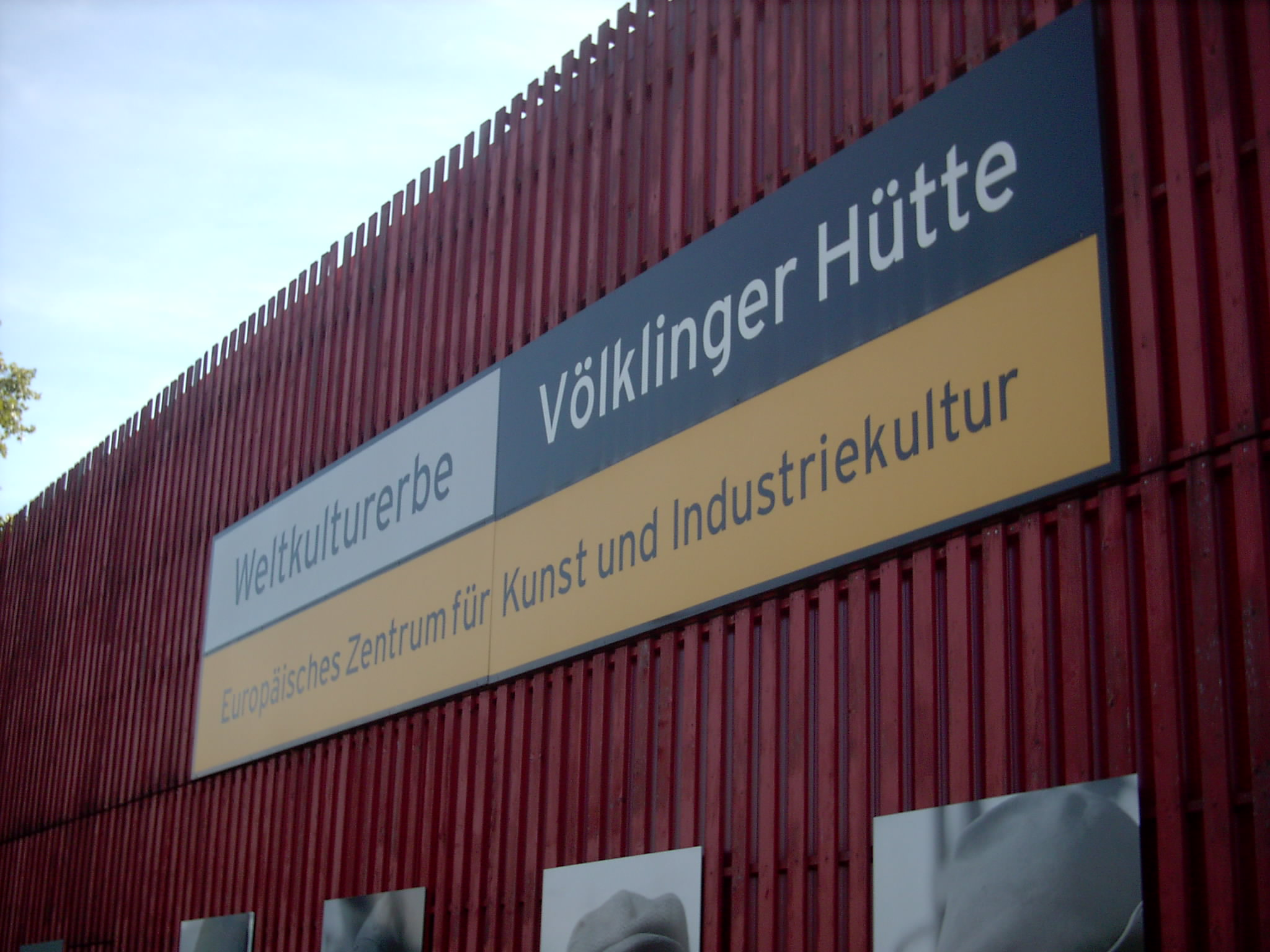

## 連結
- 弗尔克林根铁工厂官方網站 （页面存档备份，存于）